# Horst Heß
Horst Heß (* 15. April 1932; † 2007) war ein deutscher Ringer.

## Sportlicher Werdegang
Horst Heß war Angehöriger des ASV Heros Dortmund und wurde von Altmeister Willi Liebern als erster deutscher Ringer der Nachkriegsgeneration in die Weltelite geführt. Er errang oftmals die deutsche Meisterschaft, rang erfolgreich bei Weltmeisterschaften, doch gelang ihm  nie eine Qualifikation für die Olympischen Spiele. Er rang hauptsächlich im griechisch-römischen Stil in der Mittel- bzw. Halbschwergewichtsklasse.

## Nationale Erfolge
Horst Heß gewann 1954 seine erste deutsche Meisterschaft im griechisch-römischen Stil, der 1957, 1958, 1959, 1961, 1962, 1963 und 1964 noch sieben weitere folgen sollten. Im Freistil gewann er die deutsche Meisterschaft 1954 und 1955. Seine härtesten deutschen Konkurrenten waren Johann Sterr, Neuaubing, Fritz Dirscherl, Kelheim, Otto Schnarrenberger, Göppingen, Georg Utz, Kornwestheim und Ernst Ganssert, Frankfurt. Mit seinem Verein gewann er viermal die deutsche Mannschaftsmeisterschaft.

## Internationale Erfolge
- 1955 3. Platz Weltmeisterschaft in Karlsruhe im Mittelgewicht mit Siegen über Kleisinger, Österreich, Splitek, Tschechoslowakei, Hasrati, Iran und Dimitar Dobrew, Bulgarien, einen späteren Olympiasieger. Gegen György Gurics, Ungarn und den Weltmeister Giwi Kartosia, Sowjetunion, unterlag er;
- 1956 3. Platz Welt-Cup in Istanbul im Mittelgewicht mit Siegen über Marin Belușica, Rumänien, Romanoce, Libanon und Punktniederlagen gegen die Olympiasieger Branislav Simić, Jugoslawien, und Giwi Kartosia;
- 1958 2. Platz Weltmeisterschaft in Budapest im Mittelgewicht mit Siegen über Hans Antonsson, Schweden, René Schiermeyer, Frankreich, Lothar Metz, Rostock/DDR und Witner, Niederlande und einer Niederlage gegen Giwi Kartosia, UdSSR;
- 1963 8. Platz, Weltmeisterschaft in Helsingborg im Mittelgewicht mit Sieg über Schummer, Luxemburg, unentschieden gegen Baugham, USA und Punktniederlage gegen Gurics, Ungarn.

Bei seinen häufigen Einsätzen in der deutschen Nationalmannschaft errang er u. a. Siege über Branislav Simić, Jugoslawien, Sarijärvi, Finnland, Lazăr Bujor und Gheorghe Popovici, Rumänien, Molon, Italien, Jaquel, Frankreich und rang gegen Olympiasieger Szilvassy, Ungarn, Niglas, Sowjetunion und Stig Persson, Schweden, unentschieden.